# أعلام دول إفريقيا

أعلام دول إفريقيا.

قائمة أعلام دول إفريقيا المختلفة.

## أعلام منظمات افريقية دولية
قائمة غير كاملة من الأعلام التي تمثل جميع المنظمات الإفريقية الدولية والوطنية، والتي لا تشمل المنظمات العابرة للقارات مثل الأمم المتحدة:
| أعلام               | التاريخ والمدة | الاسم                                           | الوصف |
| ------------------- | -------------- | ----------------------------------------------- | --- |
|                     | 2010–الان      | علم الاتحاد الإفريقي الاتحاد الإفريقي           | علم الاتحاد الإفريقي هو علم أخضر عليه خريطة القارة الإفريقية باللون الأخضر الداكن على شمس بيضاء، وتحيط به دائرة مكونة من 55 نجمة خماسية ذهبية (أصفر). |
|                     | 1945–الان      | علم الجامعة العربية                             | علم الجامعة العربية عبارة عن غصني زيتون و22 حلقة تحيط بهلال واسم المنظمة (باللغة العربية)                                                             |
| ملف:Flag of EAC.svg | 2008–الان      | علم مجموعة شرق إفريقيا                          | |
|                     | 2013–الان      | علم مجموعة دول إفريقيا والكاريبي والمحيط الهادئ | |
|                     | 2011–الان      | علم منظمة التعاون الإسلامي                      | لون منظمة التعاون الإسلامي هو الأبيض وفيه هلال أخضر وكرة أرضية يتوسطها رسم للكعبة رمز الأمة الإسلامية.                                                |
|                     | 1960–الان      | علم أوبك                                        | |
|                     | 1992–الان      | علم مجموعة التنمية لإفريقيا الجنوبية            | |

## شرق إفريقيا

علم السودان
علم إريتريا
علم إثيوبيا
علم جيبوتي
علم الصومال
علم كينيا See also: أعلام كينيا
علم تانزانيا
علم زنجبار (تانزانيا)
علم سيشل
علم مالاوي
علم جزر القمر
علم موريشيوس
علم مدغشقر
علم موزمبيق
غير رسمي علم جزيرة المايوت (فرنسا)
غير رسمي علم ريونيون (فرنسا)

## وسط إفريقيا

علم جنوب السودان
علم أوغندا
علم رواندا
علم بوروندي
علم جمهورية الكونغو الديمقراطية
علم زامبيا
علم زيمبابوي
علم تشاد
علم إفريقيا الوسطى
علم النيجر
علم نيجيريا
علم الكاميرون
علم الكونغو
علم ساو توميه وبرينسيب

## شمال إفريقيا

علم مصر
علم ليبيا
علم تونس
علم الجزائر
علم المغرب

## جنوب إفريقيا

علم سوازيلاند
علم ليسوتو
علم جنوب إفريقيا See also: أعلام جنوب إفريقيا
علم بوتسوانا
علم ناميبيا

## غرب إفريقيا

علم موريتانيا
علم مالي
علم بوركينا فاسو
علم السنغال
علم غامبيا
علم غينيا
علم غينيا-بيساو
علم بنين
علم توغو
علم غانا
ساحل العاج
علم ليبيريا
علم سيراليون
علم غينيا الاستوائية
علم الغابون
علم أنغولا
علم الرأس الأخضر
سانت هيلينا (المملكة المتحدة)
علم تريستان دا كونا (المملكة المتحدة)